# Mallotus millietii
Mallotus millietii là một loài thực vật có hoa trong họ Đại kích. Loài này được H.Lév. mô tả khoa học đầu tiên năm 1914.